# Aaron Drinan
Aaron Drinan, född 6 maj 1998, är en irländsk fotbollsspelare som spelar för Swindon Town.

## Karriär

### Tidiga år
Drinan började spela fotboll i Carrigaline United.
I början av 2015 spelade Drinan för Cobh Ramblers U19-lag. Sommaren 2015 gick Drinan till Cork Citys U19-lag, där han stannade kvar fram till sommaren 2017.

### Waterford
Den 28 juli 2017 värvades Drinan av Waterford, där han skrev på ett 1,5-årskontrakt. Drinan debuterade den 4 augusti 2017 i en 1–1-match mot Cabinteely FC, där han blev inbytt i den 83:e minuten. Drinan gjorde sitt första mål den 1 september 2017 i en 1–1-match mot Shelbourne. Han spelade totalt fem matcher och gjorde ett mål för Waterford under säsongen 2017, då klubben blev mästare i League of Ireland First Division.

### Ipswich Town
Den 4 januari 2018 värvades Drinan av Ipswich Town, där han skrev på ett 3,5-årskontrakt.

#### Sutton United (lån)
Den 1 augusti 2018 lånades Drinan ut till National League-klubben Sutton United. Han spelade totalt 18 ligamatcher för klubben.

#### Waterford (lån)
I februari 2019 återvände Drinan till Waterford på ett låneavtal fram till sommaren 2019. Han gjorde sju mål på 18 matcher under sin tid i klubben.

#### GAIS (lån)
Den 8 augusti 2019 lånades Drinan ut till GAIS på ett låneavtal över resten av säsongen 2019. Drinan gjorde sin Superettan-debut den 18 augusti 2019 i en 3–0-förlust mot Dalkurd FF, där han blev inbytt i halvlek mot Leonard Pllana.

#### Ayr United (lån)
Den 17 januari 2020 lånades Drinan ut till Ayr United på ett låneavtal över resten av säsongen 2019/2020.

### Leyton Orient
Den 28 juni 2021 värvades Drinan av Leyton Orient, där han skrev på ett tvåårskontrakt.

### Swindon Town
I februari 2024 värvades Drinan av Swindon Town.